# Hamish Kerr
Hamish Kerr (Dunedin, 17 de agosto de 1996) es un deportista neozelandés que compite en atletismo, especialista en la prueba de salto de altura.
Participó en dos Juegos Olímpicos de Verano, en los años 2020 y 2024, obteniendo una medalla de oro en París 2024, en el salto de altura. Ganó tres medallas en el Campeonato Mundial de Atletismo en Pista Cubierta entre los años 2022 y 2025.

## Palmarés internacional
| Juegos Olímpicos                     | Juegos Olímpicos      | Juegos Olímpicos  | Juegos Olímpicos |
| Año                                  | Lugar                 | Medalla           | Prueba           |
| ------------------------------------ | --------------------- | ----------------- | ---------------- |
| 2024                                 | París (Francia)       | Medalla de oro    | Salto de altura  |
| Campeonato Mundial en Pista Cubierta |                       |                   |                  |
| Año                                  | Lugar                 | Medalla           | Prueba           |
| 2022                                 | Belgrado (Serbia)     | Medalla de bronce | Salto de altura  |
| 2024                                 | Glasgow (Reino Unido) | Medalla de oro    | Salto de altura  |
| 2025                                 | Nankín (China)        | Medalla de plata  | Salto de altura  |